# کنجی یاماموتو
کنجی یاماموتو (ژاپنی: 山本 健二؛ زادهٔ ۲۸ اوت ۱۹۶۵) یک بازیکن فوتبال اهل ژاپن است.
از باشگاه‌هایی که در آن بازی کرده‌است می‌توان به باشگاه فوتبال جف یونایتد چیبا و اشگاه فوتبال اومیا آردیجا اشاره کرد.